# Нагунта (Джорджія)
Нагунта (англ. Nahunta) — місто (англ. city) в США, в окрузі Брентлі штату Джорджія. Населення — 1013 особи (2020).

## Географія
Нагунта розташована за координатами 31°12′22″ пн. ш. 81°58′52″ зх. д. / 31.20611° пн. ш. 81.98111° зх. д. (31.206217, -81.981216).  За даними Бюро перепису населення США в 2010 році місто мало площу 7,34 км², з яких 7,29 км² — суходіл та 0,05 км² — водойми.

## Демографія
Згідно з переписом 2010 року, у місті мешкали 1053 особи в 400 домогосподарствах у складі 255 родин. Густота населення становила 143 особи/км².  Було 479 помешкань (65/км²).
Расовий склад населення:
| - 80,6 % — білих - 17,2 % — чорних або афроамериканців |

До двох чи більше рас належало 1,8 %. Частка іспаномовних становила 2,1 % від усіх жителів.
За віковим діапазоном населення розподілялося таким чином: 25,5 % — особи молодші 18 років, 56,8 % — особи у віці 18—64 років, 17,7 % — особи у віці 65 років та старші. Медіана віку мешканця становила 37,6 року. На 100 осіб жіночої статі у місті припадало 80,6 чоловіків;  на 100 жінок у віці від 18 років та старших — 75,6 чоловіків також старших 18 років.
Середній дохід на одне домашнє господарство  становив 38 054 долари США (медіана — 29 022), а середній дохід на одну сім'ю — 45 161 долар (медіана — 38 984). За межею бідності перебувало 19,6 % осіб, у тому числі 17,4 % дітей у віці до 18 років та 24,9 % осіб у віці 65 років та старших.
Цивільне працевлаштоване населення становило 289 осіб. Основні галузі зайнятості: освіта, охорона здоров'я та соціальна допомога — 26,0 %, будівництво — 14,2 %, публічна адміністрація — 10,0 %, транспорт — 9,7 %.